# Estallido del 2

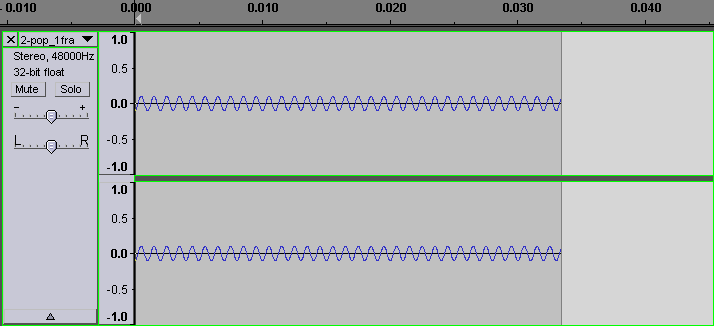
Forma de onda de un fotograma (1/30 de segundo) de sonido de 1 kHz

Usado en producción de televisión y postproducción cinematográfica, un estallido el 2 es un tono de 1 kHz de un fotograma y colocado 2 segundos antes del inicio del programa. Es un método simple y efectivo para asegurar la sincronización entre el sonido y la imagen en un video o una película.
Un estallido del 2 normalmente se coloca al final de un cuenta atrás visual. Solo se muestra el primer fotograma del "2", y el resto de los 2 segundos anteriores al programa es negro. Esto proporciona un punto de referencia único donde la imagen de fotograma largo y el sonido de fotograma largo deben alinearse, de forma similar a la forma en que se utiliza una claqueta de película para generar un punto de sincronización.
Por ejemplo, en un programa de televisión o video, el primer cuadro de acción (FFOA) comienza en una hora (normalmente código de tiempo de 01:00:00:00 en EE. UU. y 10:00:00:00 en el Reino Unido), antes de eso, 1 fotograma (o estallido del 2) de tono se colocaría en el código de tiempo 00:59:58:00 o exactamente 2 segundos antes de la primera imagen. Alternativamente, en la posproducción de películas, la cabecera comienza en 01:00:00:00 (o 0+00 pies si se usan pies y marcos como es común en los Estados Unidos), el estallido del 2 comienza en 01:00:06:00 (o 9+00), y el primer marco de acción (FFOA) comienza a las 01:00:08:00 (o 12+00).
Un estallido del 2 is useful whenever picture and sound are handled separately. For example, proyectar el trabajo en progreso en los días previos al video involucraba un proyector de películas conectado a un magnetófono, en el que se cargó el carrete de la banda sonora por separado. Alinearlos por el estallido del 2 garantizaría una sincronización adecuada durante la reproducción. Un escenario moderno implicaría enviar una banda sonora a una instalación separada para una mezcla de sonido. El producto devuelto es un archivo de audio de computadora que luego debe sincronizarse nuevamente con la imagen.

## Muestra de sonido
Mientras que estableciendo barras de color antes del inicio del programa establece niveles de calibración de video y audio en la cinta, el estallido del 2 se usa principalmente para sincronización de imagen y sonido. Por lo tanto, aunque la sonoridad del estallido del 2 puede ser el mismo que el nivel de audio de las barras de color en uso, esto no es un requisito. El nivel de volumen debe ser suficiente para que se escuche con claridad.